# پنجاه و چهارمین دوره جوایز بفتا
پنجاه و چهارمین دورهٔ جوایز بفتا در سال ۲۰۰۱ در لندن بریتانیا برگزار شد که فیلم گلادیاتور بهترین فیلم سال شد . در این دوره استیون سودربرگ برای فیلم های  قاچاق و ارین براکویچ کاندیدای بهترین کارگردانی بود. 

## نامزدی‌ها و جوایز
| بهترین فیلم | بهترین کارگردانی |
| --- | --- |
| گلادیاتور - تقریباً مشهور - بیلی الیوت - ارین براکویچ - ببر خیزان، اژدهای پنهان                                                  | انگ لی - ببر خیزان، اژدهای پنهان - استیون دالدری - بیلی الیوت - ریدلی اسکات - گلادیاتور - استیون سودربرگ - ارین براکویچ - استیون سودربرگ - قاچاق       |
| بهترین بازیگر نقش اول مرد | بهترین بازیگر نقش اول زن |

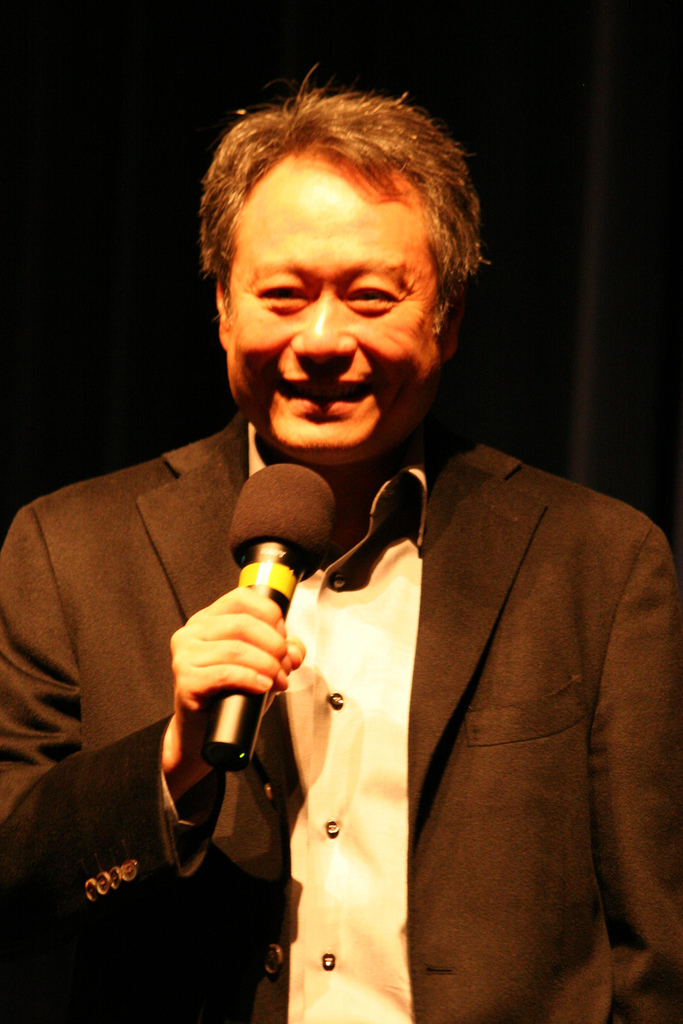
انگ لی، برنده بهترین کارگردانی

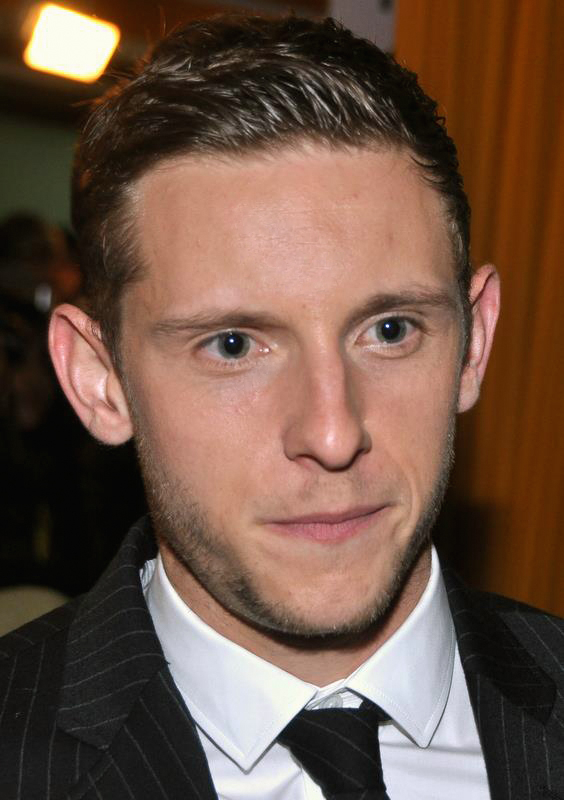
جیمی بل، برنده بهترین بازیگر نقش اول مرد

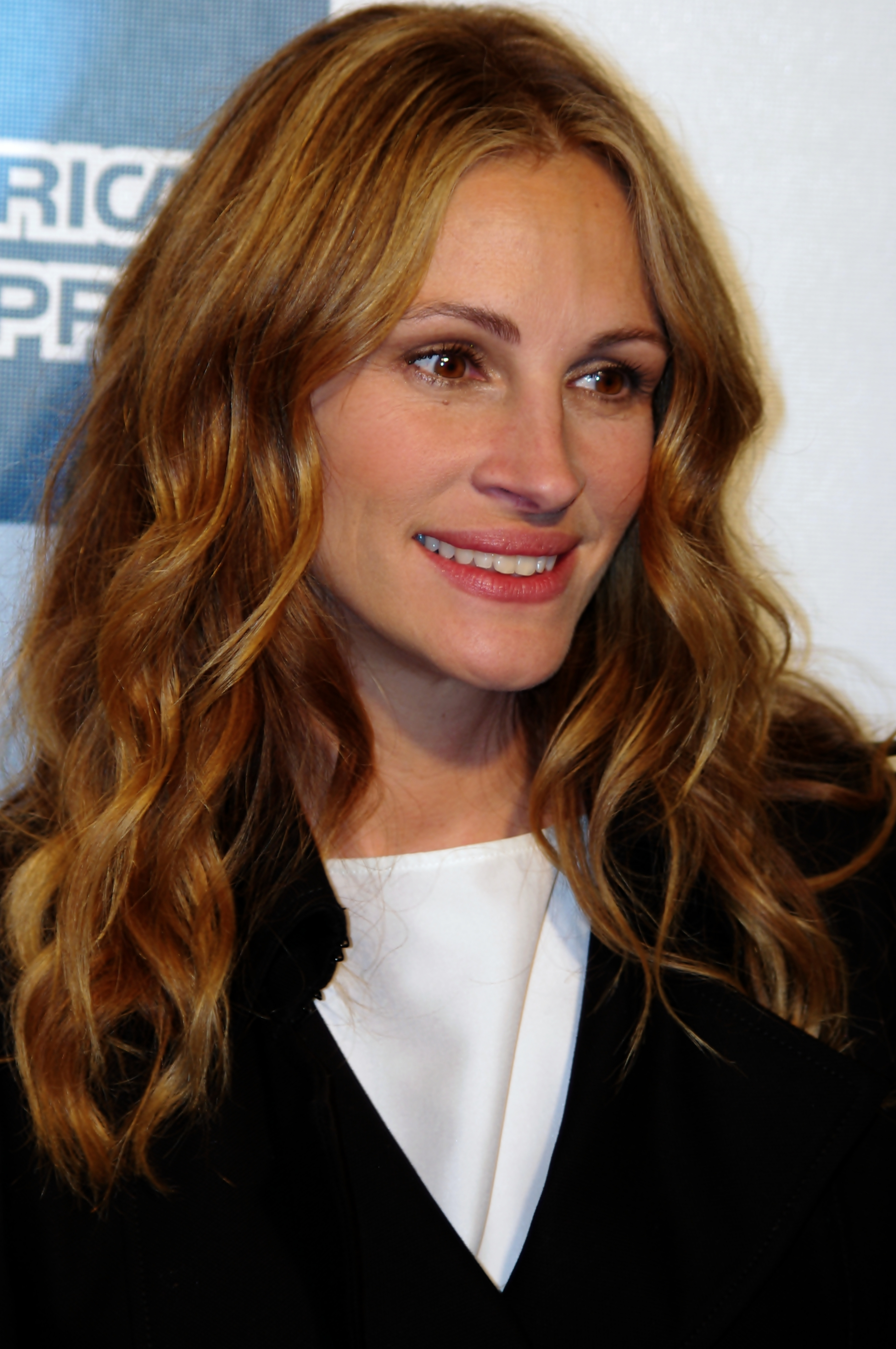
جولیا رابرتس، برنده بهترین بازیگر نقش اول زن

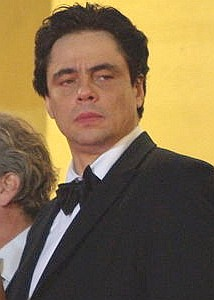
بنیسیو دل تورو، برنده بهترین بازیگر نقش مکمل مرد

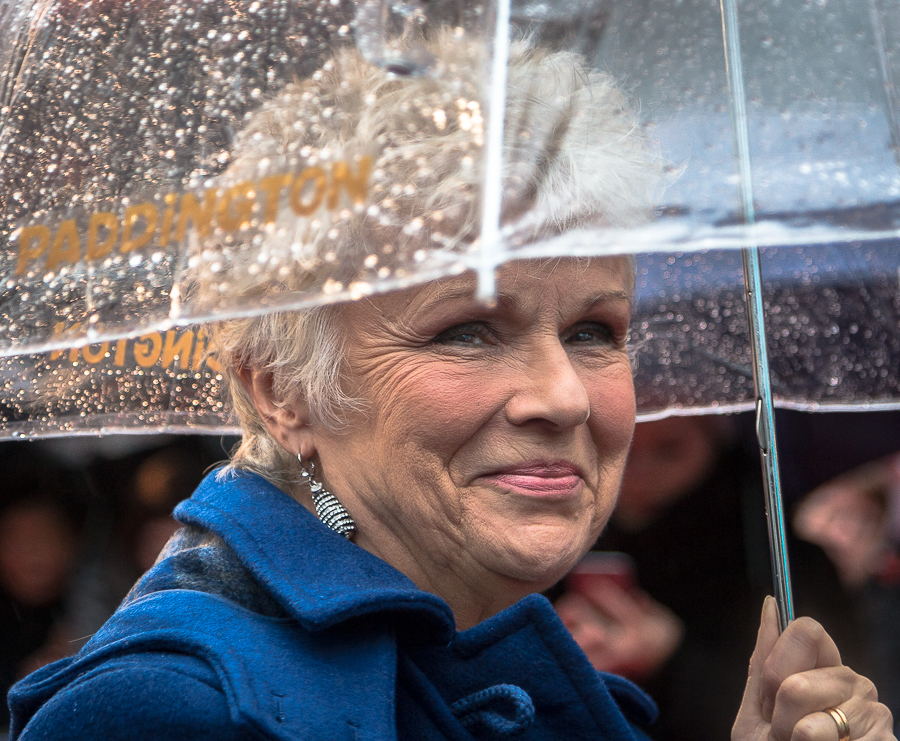
جولی والترز، برنده بهترین بازیگر نقش مکمل زن

| جیمی بل - بیلی الیوت - راسل کرو - گلادیاتور - مایکل داگلاس - Wonder Boys - تام هنکس - دورافتاده - جفری راش - قلم‌پرها            | جولیا رابرتس - ارین براکویچ - ژولیت بینوش - شکلات - کیت هادسون - تقریباً مشهور - هیلاری سوانک - پسرها گریه نمی‌کنند - میشل یئو - ببر خیزان، اژدهای پنهان |
| بهترین بازیگر نقش مکمل مرد | بهترین بازیگر نقش مکمل زن |
| بنیسیو دل تورو - قاچاق - آلبرت فینی - ارین براکویچ - Gary Lewis - بیلی الیوت - واکین فینیکس - گلادیاتور - الیور رید - گلادیاتور | جولی والترز - بیلی الیوت - جودی دنچ - شکلات - فرانسیس مک‌دورمند - تقریباً مشهور - لنا اولین - شکلات - جانگ تسییی - ببر خیزان، اژدهای پنهان               |
| فیلم‌نامه اوریجینال | فیلم‌نامه اقتباسی |
| تقریباً مشهور - کامرون کرو - بیلی الیوت - - ارین براکویچ - سوزانا گرانت - گلادیاتور - ای برادر، کجایی؟ - برادران کوئن            | قاچاق - شکلات - ببر خیزان، اژدهای پنهان - وفاداری بزرگ - Wonder Boys                                                                                   |
| بهترین فیلمبرداری | طراحی لباس |
| گلادیاتور - بیلی الیوت - شکلات - ببر خیزان، اژدهای پنهان - ای برادر، کجایی؟                                                     | ببر خیزان، اژدهای پنهان - شکلات - گلادیاتور - The House of Mirth - قلم‌پرها                                                                             |
| بهترین تدوین فیلم | بهترین گریم و آرایش مو |
| گلادیاتور - بیلی الیوت - ببر خیزان، اژدهای پنهان - ارین براکویچ - قاچاق                                                         | چگونه گرینچ کریسمس را دزدید - شکلات - ببر خیزان، اژدهای پنهان - گلادیاتور - قلم‌پرها                                                                    |
| بهترین طراحی تولید | بهترین صدا |
| گلادیاتور - شکلات - ببر خیزان، اژدهای پنهان - ای برادر، کجایی؟ - قلم‌پرها                                                        | تقریباً مشهور - بیلی الیوت - ببر خیزان، اژدهای پنهان - گلادیاتور - The Perfect Storm                                                                    |
| بهترین جلوه‌های ویژه تصویری | بهترین موسیقی |
| The Perfect Storm - فرار مرغی - ببر خیزان، اژدهای پنهان - گلادیاتور - محدودیت عمودی                                             | ببر خیزان، اژدهای پنهان - تقریباً مشهور - بیلی الیوت - گلادیاتور - ای برادر، کجایی؟                                                                     |